# ASAP (single van T.I.)
ASAP is de derde single van Urban Legend, het derde album van de Amerikaanse rapper T.I.. Het nummer werd uitgebracht op 24 mei 2005 door Grand Hustle en Atlantic. Het nummer werd geproduceerd door Sanchez Holmes. Het nummer wordt gebruikt in het videospel Midnight Club 3: DUB Edition. Het nummer Motivation staat op de B-kant van de single.
Het nummer wordt gezien als een diss tegen Lil' Flip.

## Videoclip
In de videoclip wordt T.I. gezocht door de politie. Hij rapt voor verschillende achtergronden en zijn achtergrond. Gedurende de video wordt hij opgenomen in de gevangenis. Aan het eind van de videoclip wordt hij vrijgelaten en vliegt hij weg in een privévliegtuig.

## Hitlijsten

### ASAP
| Hitlijst (2004)                      | Hoogste positie |
| ------------------------------------ | --------------- |
| U.S. Billboard Hot 100               | 75              |
| U.S. Billboard Hot R&B/Hip-Hop Songs | 18              |
| U.S. Billboard Hot Rap Tracks        | 14              |

### Motivation
| Hitlijst (2004)                      | Hoogste positie |
| ------------------------------------ | --------------- |
| U.S. Billboard Hot R&B/Hip-Hop Songs | 62              |